# 在来線
在来線（ざいらいせん）とは、日本国有鉄道（国鉄）およびそれを継承したJRにおける「新幹線鉄道」以外の鉄道を指す概念で、具体的には日本の鉄道路線のうち路面交通を除くもので最高速度160 km/h以下で走行するものを指す。

## 概要

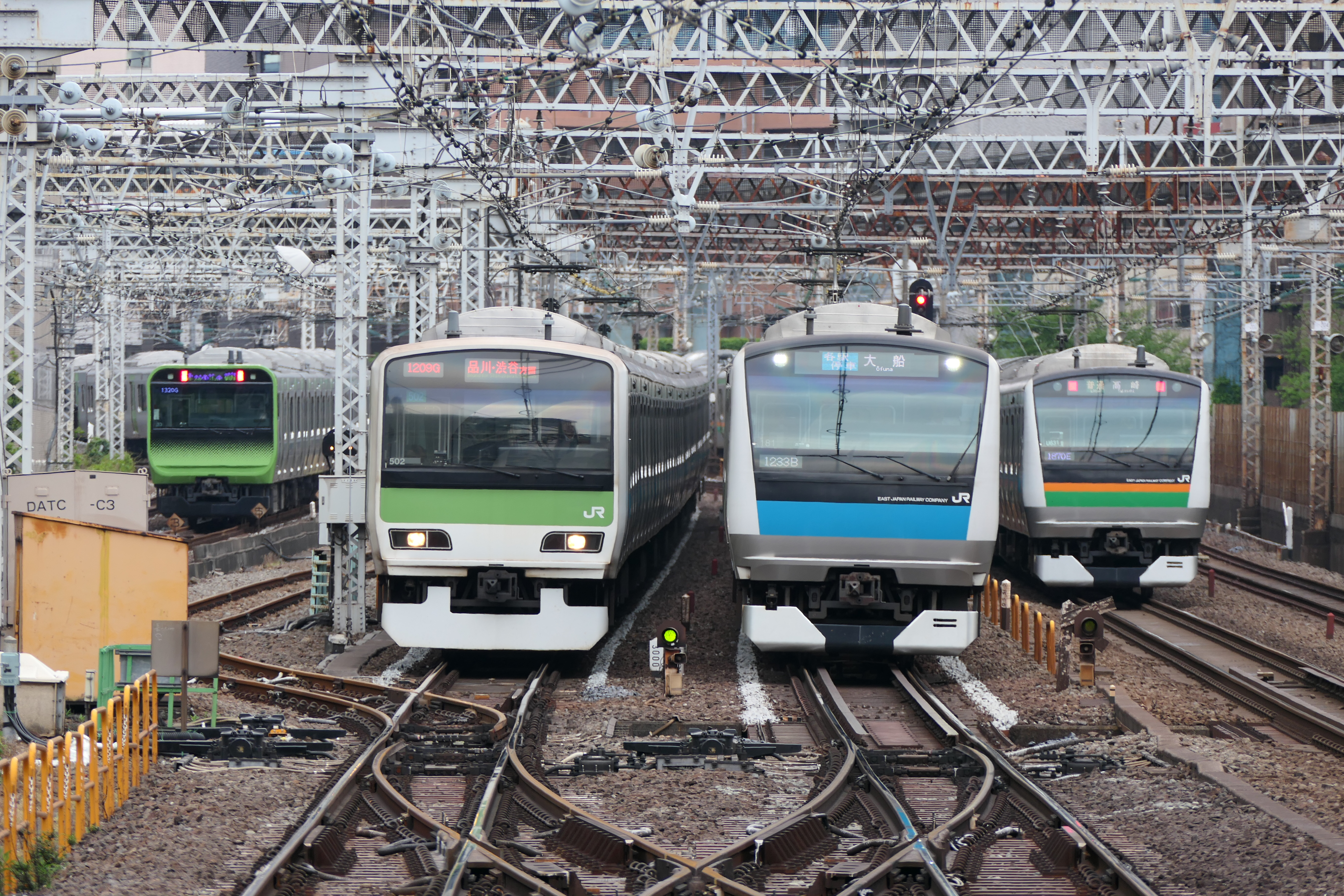
首都圏における在来線の例

日本の鉄道路線には全国新幹線鉄道整備法第2条に規定される新幹線鉄道（「その主たる区間を列車が二百キロメートル毎時以上の高速度で走行できる幹線鉄道」）とそうでない鉄道路線がある。
在来線は1964年（昭和39年）10月の東海道新幹線開業によって従来の国鉄路線を新幹線と区別するために生まれた概念である。したがって新幹線がない時代には在来線の概念も定義もなかった。その後、在来線は日本の鉄道路線のうち路面交通を除くもので最高速度160 km/h以下で走行するものを指すようになっている。
秋田新幹線や山形新幹線といった、いわゆるミニ新幹線は、旅客案内上「新幹線」と称してはいるが、現状では主たる区間を200 km/h以上で走行できないため、これらの路線は法規上は「新幹線」にあたらず「在来線」に分類される。また、新幹線規格の設備や車両を使用していても、博多南線や上越線支線（上越新幹線）の越後湯沢 - ガーラ湯沢間は、旅客営業上「在来線」である。なお、日本国有鉄道経営再建促進特別措置法（国鉄再建法）により、在来線は幹線と地方交通線に分類されており、新幹線はすべて幹線である（新幹線の語源は「新+幹線」）。
通常は在来線特急列車の利用者が新幹線へ移行するため、新幹線と並行する在来線の特急列車は夜行列車を除き廃止されることが多い。ただし大都市圏から新幹線がない地方へ向かう特急列車の場合などは、大都市圏側（東京 - 熱海、名古屋 - 米原 - 新大阪 - 姫路、小倉 - 博多 - 新鳥栖）で新幹線と並行して在来線特急を運行する場合がある。

### 語源
1964年（昭和39年）10月1日に日本初の新幹線「東海道新幹線」が開業したが、それまで新幹線がない時代には「在来線」という言葉や定義はなかった。新幹線の誕生に伴い、「新幹線」と従来の国鉄路線（当時。その後開業した在来線規格の路線を含む）を対比させる対義語として生まれたレトロニムである。

### 並行在来線
並行在来線とは、整備新幹線区間に並行する形で運行する在来線鉄道のことである。
整備新幹線については、1990年（平成2年）12月24日の「整備新幹線着工等についての政府・与党申合せ」により、「建設着工する区間の並行在来線は、開業時にJRの経営から分離することを認可前に確認すること」が合意された。さらに、1996年（平成8年）[p12月25日の「整備新幹線の取扱いについて 政府与党合意」 において、建設着工する区間の並行在来線については、従来どおり、開業時にJRの経営から分離することとする。具体的なJRからの経営分離区間については、当該区間に関する工事実施計画の認可前に、沿線地方公共団体及びJRの同意を得て確定する。」とされた。よって、整備新幹線の開業により在来線特急等の運行が終了し、採算が見込めない路線をJRが新幹線と共に経営することによる負担増加を避けるため、JRが収益を見込めると判断した区間など（後述）以外に関しては経営分離ができるとされ、第三セクターの運営に委ねられている。なお、一部区間（信越本線 横川 - 軽井沢）では廃線となっている。
JR各社の負担軽減を理由として実施される並行在来線の経営分離は、JR時代に比べ運賃の大幅な上昇となる場合がある。「整備新幹線の建設」と「並行在来線の経営分離」が抱き合わせになったことで、整備新幹線沿線自治体を中心に並行在来線の経営が政治問題化している。JRと第三セクター区間を乗り継ぐ場合、区間によっては割引運賃が適用されている。
並行在来線であっても、新幹線が新設されてもJRの負担が少なく利益が出ると想定される区間や、輸送体系上の事情といった理由で、JRが路線内で必要な区間を引き続き保有して運営を行う場合もある。九州新幹線に並行する鹿児島本線（博多 - 八代及び川内 - 鹿児島中央）、北陸新幹線に並行する信越本線（高崎 - 横川及び篠ノ井 - 長野）はこのケースである。北海道新幹線（新青森 - 新中小国信号場間）に並行する津軽線の青森 - 新中小国信号場間もJRが引き続き保有して運営しているが、当該区間に関しては「津軽線の経営主体（JR東日本）は、北海道新幹線の経営主体（JR北海道）と異なるため、並行在来線ではない」との解釈がなされている。飯山線の豊野 - 飯山間も北陸新幹線と地図上では並行するが、北陸新幹線のルート上の制約でたまたま飯山駅を経由することになったため、本来の並行在来線の意義から外れる同区間は並行在来線とはならず、北陸新幹線の延伸開業後も引き続きJR東日本が運営している。
並行在来線から分岐する枝線の中には、花輪線や飯山線・七尾線のように、全列車が新幹線停車駅まで運行される路線もある。これらの路線の場合、経営分離区間の関係上、新幹線開業後は第三セクター区間に乗り入れる運行形態に変更された。七尾線を除き、直通運転にはJRの車両のみが使用されるため、片乗り入れによる運行となっている。
整備新幹線上に設置される新駅が既存の中心駅と異なる場合は、新幹線アクセス列車が走る区間の経営分離が問題となる。既開業区間のうち、奥羽本線の新青森 - 青森と函館本線の新函館北斗 - 函館はJRが運営しているが、前者についてはJR東日本が並行在来線とみなしていないため経営分離の予定はない。一方、後者についてはJR北海道が「北海道新幹線の新函館北斗 - 札幌開業時に経営分離される並行在来線」の一部と解釈しているため、新幹線札幌延伸時に経営分離される予定である。このうち、長万部 - 余市間に関しては沿線自治体の合意によりバス転換が容認され、北海道新幹線の札幌開業とともに廃止される予定となっている。一方で新函館北斗駅 - 函館駅間が並行在来線であるかどうかについては異論があり、当該区間は並行在来線ではないとの立場に立つ函館市はJRによる運行継続を求めていた。このように並行在来線の選定並びに経営分離の決定権は事実上JR各社が有しているため、沿線自治体とトラブルが生じる例が全国的に見受けられる。西九州新幹線（武雄温泉 - 長崎）では、経営分離に難色を示す沿線自治体との協議の結果、並行在来線の上下分離方式の取扱（別記事内「西九州新幹線#並行在来線の扱い」を参照）が検討されることとなり、最終的に江北駅（旧・肥前山口） - 諫早間に関しては上下分離方式により、新幹線先行開業後23年間はJR九州による運行が継続されることとなり、また、一部区間（肥前浜 - 長崎間）は電化設備の撤去による非電化路線へ運行形態が変更されることとなった。